# 植物生理障礙
植物生理障礙是由光線不良、天氣不良、水分測量、植物毒素化合物或缺乏營養物質等非病理條件引起的，影響植物系統的功能。生理障礙與病原體如病毒或真菌引起的植物病害區分開來。雖然生理障礙症狀可能出現疾病，但通常可以通過改變環境條件來預防。然而，一旦植物出現生理紊亂的症狀，那麼該季節的生長或產量可能會降低。

## 疾病診斷
診斷生理障礙（或疾病）的原因可能很困難，但有許多基於網絡的指南可能有助於此。 
診斷植物病症的一些一般技巧：
- 檢查植物出現症狀首先出現在新的葉、老葉或全部？
- 注意任何變色或變黃的圖案是否全部在靜脈之間或周圍的邊緣？ 如果只有靜脈是黃色的，可能不涉及。
- 注意一般模式，而不是看單個植物 - 是分佈在一起種植在一起的同一類植物的症狀。 在缺乏的情況下，所有的植物都應該受到類似的影響，儘管分配將取決於施用於土壤的過去處理。
- 土壤分析，如確定土壤pH可以幫助確認生理障礙的存在。
- 考慮最近的條件，如暴雨、乾旱、霜、雪等，也可能有助於確定植物病害的原因。

## 冷傷害
冰霜和寒冷也會對嫩植物造成嚴重損害，但硬化物也可能遭受後果。葉子和莖可以變黑，模糊和花可以褪色，冷凍的花可能不會結果。溫暖的氣候植物有時候+ 4℃已經顯示冷害，熱帶植物已經在5到9℃之間。症狀包括上肢和/或葉子上的馬鬱蘭，植物組織變黑或軟化。
在寒冷條件下，細胞性質受損，組織成熟過程，水分平衡和能量平衡受損。破壞後的組織後來褐色，植物易受病原體攻擊。
當無霜時，在低於冰點的溫度下在細胞中形成冰，並且地上器官由於對冰的物理損傷和缺水而死亡。當冷凍水量超過70-90％時，細胞飽和度不可逆轉。
冰雹通常在植物的一側可見。主要症狀是磨碎的葉子，樹枝上的傷口，破碎的樹枝，受損的花卉和水果以及幼苗。持久的積雪可能導致展台變形，促進真菌病的發展。雪蓋可能導致冠部形狀的針葉變化，斷裂和轉動。

## 熱損傷
超過特定物質相的最大值可導致生物體過熱非冷凍植物中的植物生物。高溫可能會導致各種不同的損傷跡象，如植物損壞部位的顏色變化，植物器官形狀的變化，葉片葉片，花粉生育力變化及其壽命，花朵變化等。由於溫度突然變化，葉片和莖莖可能會受到壞死損傷。冬季高低溫危險波動是危險的。對較高溫度最敏感的是新組織和年輕植物。到白天高溫度變化的植物抗性，早晨比在下午低。
在過熱期間，植物進入所謂的正常生長受到干擾的剛度狀態。高溫會對植物造成損害，主要是伴隨著其他環境因素，特別是光照，乾旱，缺氧，強風等。
植物溫度比空氣溫度高2-8°C，陽光充足，無風，低溫蒸發10-20°C，植物蒸騰作用顯著降低。
損壞程度的一個非常重要的因素是高溫持續時間和與強風，污染空氣污染和陽光等其他因素的相互作用。通常難以區分熱損傷與太陽損傷。很容易損壞溫室栽培植物。
高於最佳土壤溫度可能會抑制種子萌發或損害發芽植物根系，還有根壞死。

## 乾旱、缺水
生理乾旱是指土壤中的水不能進入植物（結合甚至冷凍），植物不能接受，缺水的狀況。

## 洪水、暴雨
過多的水主要是由於土壤中長期過量的水分，土壤中土壤空氣和水的比例差（也是高水平的地下水）。通常，它主要導致根的氧供應消耗，這導致代謝和毒素的積累的變化，所謂的生根或窒息。損傷常伴有腐爛和發病。有時由於植物突然死亡而導致的壓力因素的組合，如由於高土壤濕度和高土壤溫度導致的綜合損害。
強降雨可能導致水果流失。貧瘠的土壤排水也導致強降雨敏感植物可以死亡（如橄欖樹）或有生病的傾向。刺傷除了破壞傷口的葉子和水果外，還可以滲透致病真菌。
通過降水對植物的損害通常是對植物組織的機械損傷。暴雨對植物造成的損害最多的是暴力排放，特別是種植時。對植物的直接損害也可能導致對花的損害（例如，玫瑰，大多數品種的花落下）和水果（例如蘋果樹，突然過多的水，蘋果玻璃損壞的水果）。雨可以使冠冕被針葉樹冠冕。

## 鹽漬損害
由於鹽化作用高水平的氯影響大部分植物不能忍受。過量的氯化鈉在植物中影響生長發育、葉片組織損失和根系損傷等。

## 營養不良

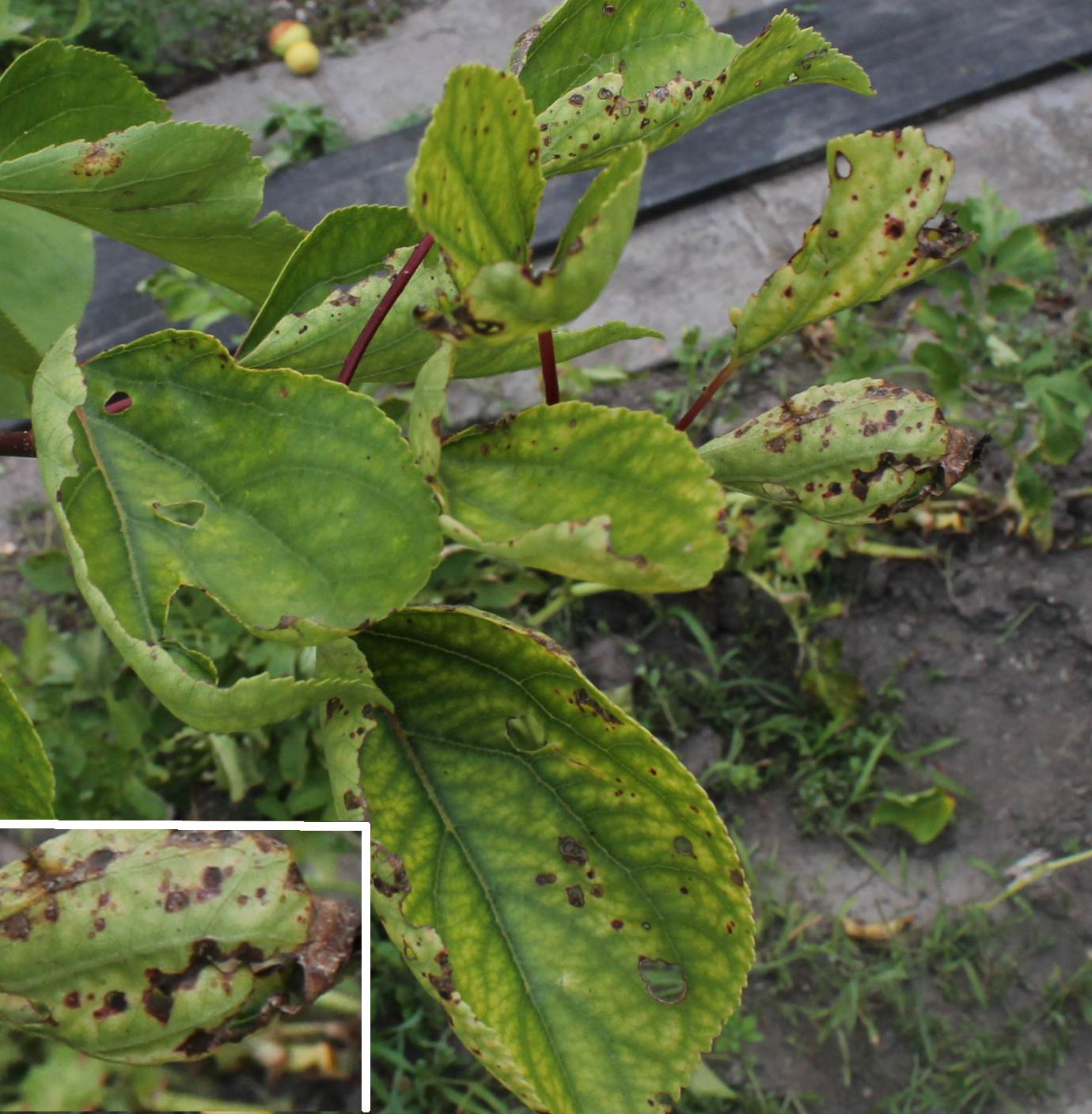
缺鐵。

由於缺乏一種或多種植物營養物質，可能會導致生長不良和葉片變色（褪綠）等各種疾病。植物對土壤（或其他生長培養基）營養素的攝取不良可能是由於生長培養基中該元素的絕對短缺，或者因為該元素以植物不可用的形式存在。後者可能由不正確的土壤pH，水分短缺，根生長不良或其他營養素過剩引起。可以使用各種方法避免或糾正植物營養缺乏，包括現場專家諮詢，土壤測試和植物組織檢測服務的使用，處方混合肥料的應用，新鮮或分解良好的有機物質的應用 ，以及使用覆蓋作物，間作，作物輪作休閒等生物系統。
營養（或礦物）缺乏包括：
- 硼缺乏症
- 鈣缺乏症
- 鐵缺乏症
- 鎂缺乏症
- 錳缺乏症
- 鉬缺乏症
- 缺氮
- 缺磷
- 鉀缺乏症
- 鋅缺乏症

## 農藥和化肥
在植物保護中使用的化學品，也包括其營養（例如葉肥料）和栽培（如生長遲緩劑）的化學物質表現出植物毒性，即以某種濃度或不適當的應用損害植物的能力。對栽培植物造成損害的最常見原因是使用除草劑，其中植物被噴灑液體的溢出，土壤中的除草劑殘留物或活性物質的流出物損壞。
損壞的症狀取決於產品的類型，其濃度和受損植物的類型。對某些物質也有較高的雜色敏感性。溫度影響農藥的植物毒性，例如硫酸殺真菌劑在 28 ℃ 時具有植物毒性，一些殺蟎劑在高於25 ℃ 的溫度下可能有毒，銅殺菌劑在低溫和高濕度下具有植物毒性。農藥損害的最大風險是高濕度，高溫和強烈的陽光。